# Quartier du 14-Juillet
Le quartier du 14-Juillet, ou anciennement quartier de la Croix du Prince est un quartier de la ville de Pau, le seul de la ville situé sur la rive gauche du gave de Pau, à la limite des communes de Jurançon et Gelos. 
Ce quartier quartier populaire et vivant est une ancienne partie de la ville de Jurançon, annexée à la ville de Pau en 1862. 
À la Belle Époque, alors que la ville-haute devient une des stations climatiques et sportives les plus réputées d'Europe occidentale, et se dote des infrastructures luxueuses pour accueillir cette population, la rive gauche du gave de Pau se spécialise dans l'industrie : abattoir, tannerie, usines chimiques, métallurgiques, textiles et savonnerie.
Les teintures Courriades, la minoterie Heïd ou encore l'usine Ladagnons étaient basées dans ce quartier. 
C'est un quartier en plein renouvellement urbain.

## Situation
Le quartier est délimité au nord par le gave de Pau et le pont du 14-Juillet le relie au quartier de la Monnaie. À l'est, c'est le cours du Soust qui marque la limite avec le quartier de la Tannerie de Gelos. Au sud-est, on trouve de nombreuses villas construites à l'époque de la station climatique.
La rue du 14-Juillet s'étend du pont du 14-Juillet  jusqu’au croisement de la Croix du Prince.
Le quartier est relié par la gare de La Croix-du-Prince, desservie par des trains express régionaux TER Nouvelle-Aquitaine.

## Histoire
L'urbanisation de la rive gauche du gave de Pau débute à partir de 1740 avec la fin de la construction du pont Royal (actuel pont du 14-Juillet), cet espace étant jusqu'alors compris dans les frontières de la commune de Jurançon. 
Dès 1794, la municipalité paloise envisage d'annexer ce quartier, mais ce n'est que le 2 juillet 1862 que la zone est transférée à Pau malgré les protestations jurançonnaises. Le quartier du 14-Juillet (nom donné depuis 1881) est alors composé de 504 habitants, sur 48 hectares. 
Avec la proximité du gave, de la ligne ferroviaire et de la route vers les vallées béarnaises et l'Espagne qui le traverse, le quartier se développe rapidement au cours du XIXe siècle. De petites industries s'installent telles que des moulins et des scieries hydrauliques, des tanneries, des abattoirs et des savonneries, profitant de la forte déclivité du gave qui a permis d’utiliser la force motrice de l’eau. 
En 1835, la stéarinerie et la savonnerie Roussille, s'installent dans le quartier sur un hectare de terrain.  
Depuis les années 1970, le quartier a subi de nombreuses mutations avec la fermeture des usines, une certaine paupérisation des habitants et la fermeture de plusieurs commerces à cause de la concurrence des grandes surfaces de périphéries. 
L'emblème du quartier — le stade de la Croix-du-Prince — attend toujours un nouveau souffle après le départ des rugbymen de la Section paloise au début des années 1990.

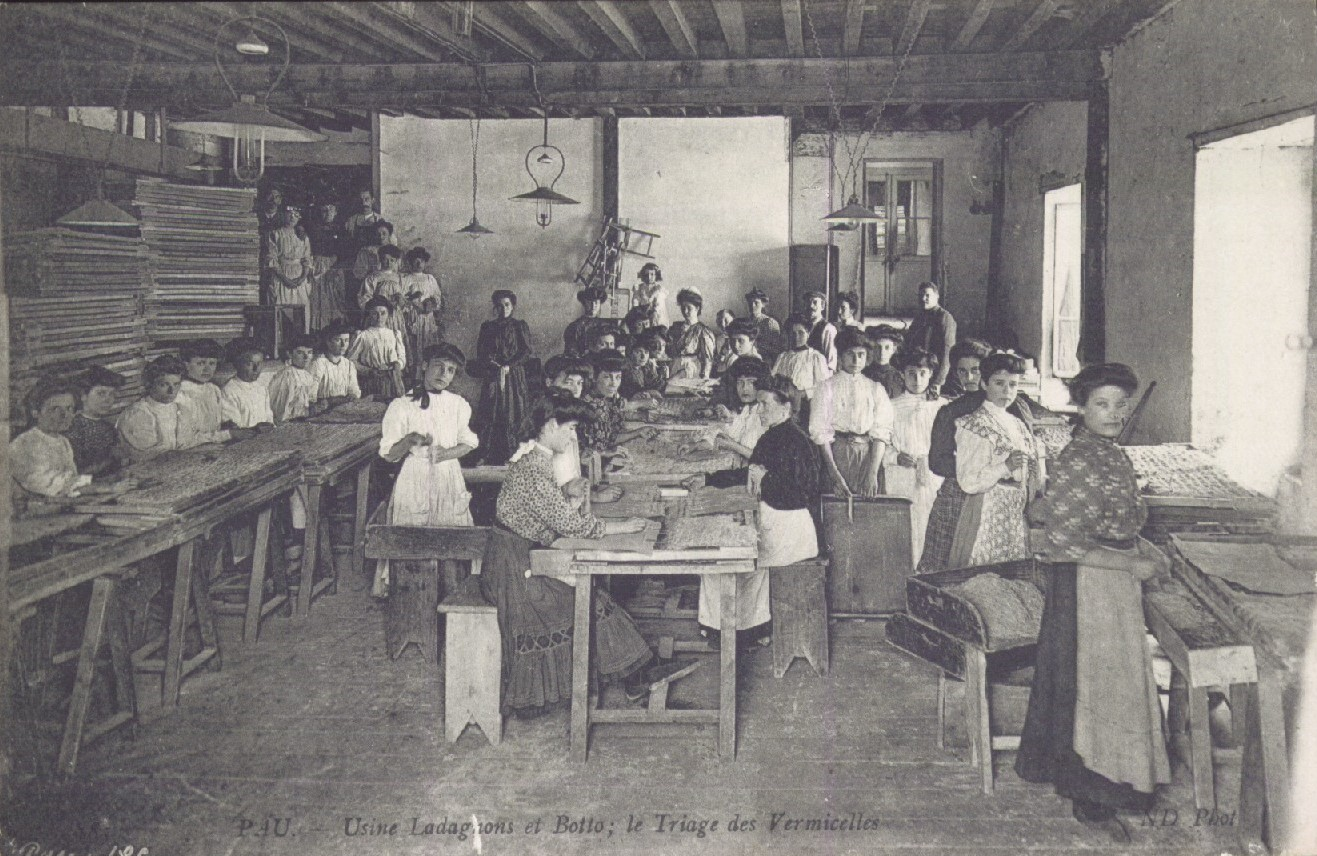
Usine Ladagnons et Botto.
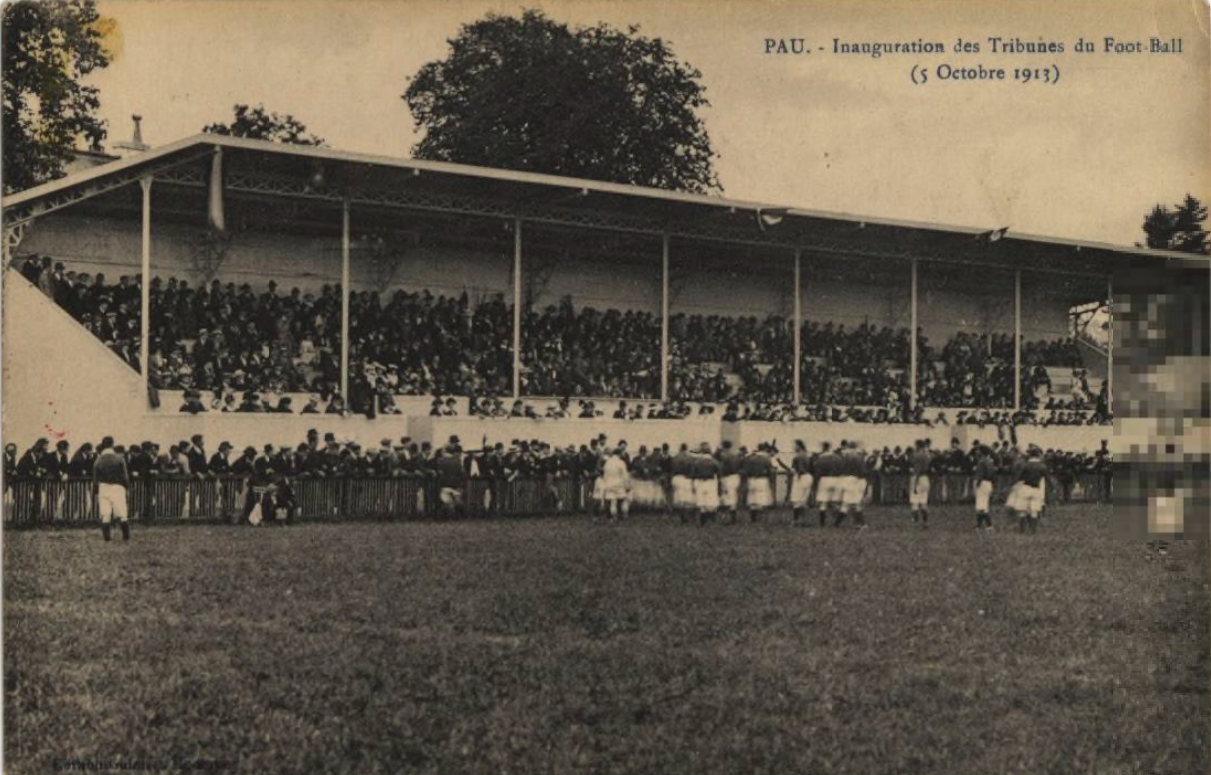
Inauguration des tribunes du stade de La Croix Du Prince le 5 octobre 1913.

## Patrimoine
Église Notre-Dame du Bout-du-Pont

### Rue du 14-Juillet
La rue du 14-Juillet qui structure ce quartier, était baptisé jusqu'en 1881, rue Neuve de Jurançon car elle se trouve dans la partie de cette commune qui fut annexée.

### Rue du Soust
C'est l'antique route menant de la vallée d'Ossau au gué pour franchir le gave, débouchant sur le quartier de la Monnaie. 

### Moulin Marsan
Des fouilles menées sur le site du moulin Marsan montrent qu'il a été construit avant 1800. L'installation des usines a été plus tardive. Appelé minoterie Buc, jusqu’en 1898, le site a changé de nom lorsque les nouveaux propriétaires Ladagnous et Botto, construisirent une fabrique de pâtes alimentaires.
Le silo datant de 1932 a été détruit en 2012.

### Pont de la Monnaie
Aujourd'hui disparu, il est alors une fragile passerelle de bois, dans l'axe de la tour de la Monnaie. Celle-ci, étant régulièrement emportée par des crues, est remplacée, en 1592, par un pont en bois reposant sur des piles en maçonnerie (dont quelques-unes sont encore visibles aujourd'hui). 

### Pont du 14-Juillet

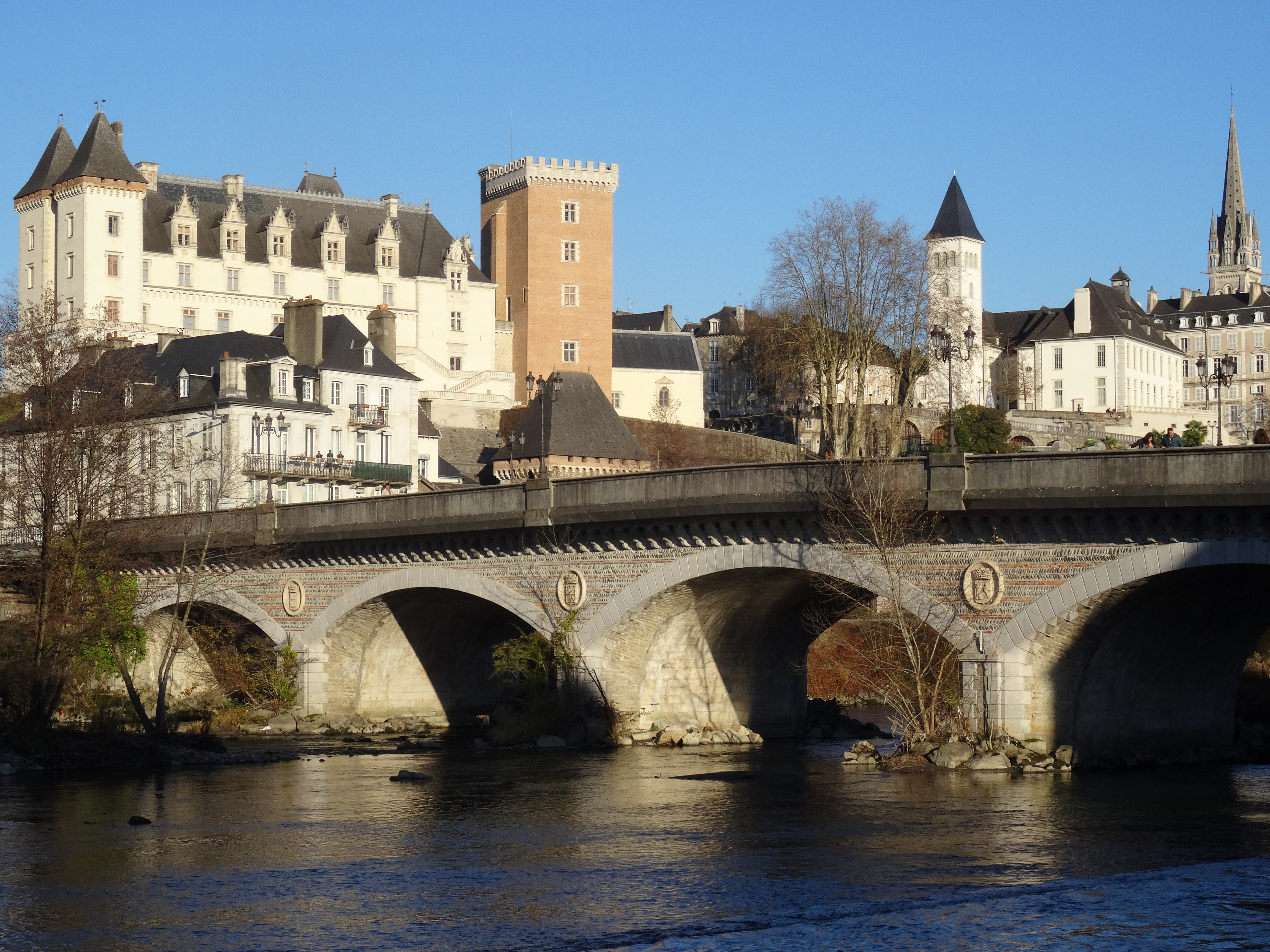
Le pont du 14-Juillet à Pau, avec au second plan le château de Pau, le Parlement de Navarre et l'église Saint-Martin.

Construit en 1739, il vient remplacer le précédent et est, quant à lui, entièrement maçonné (pierres de taille, briques, galets).
Long de 98 mètres et comprenant sept travées, le pont est d'abord nommé pont Royal, puis renommé en pont du 14-Juillet à la Révolution.
Le pont du 14-Juillet est élargi une première fois en 1840, puis en 1872.
Les rambardes, initialement ajourées et en fer forgé sont, encore, pleines et en pierre.

### Stade de la Croix du Prince
Stade emblématique du rugby béarnais, les tribunes sont aujourd'hui[Quand ?] détruites.